# Occident au XIVe siècle
Le XIVe siècle en Europe occidentale marque le début du Moyen Âge tardif. Il fait suite au XIIIe siècle et précède le XVe siècle.

L'Europe en 1360.

## Féodalité
La noblesse doit compenser la diminution de ses revenus fonciers et la guerre en est un excellent moyen grâce aux rançons perçues après capture d’un adversaire, au pillage et à l’augmentation des impôts justifiée par la guerre. La noblesse, et plus particulièrement la noblesse anglaise dont les revenus fonciers sont plus touchés, adopte donc un comportement belliciste. En France, le roi Philippe VI doit renflouer les caisses de l'État et une guerre permet de lever des impôts exceptionnels.

## Développement économique

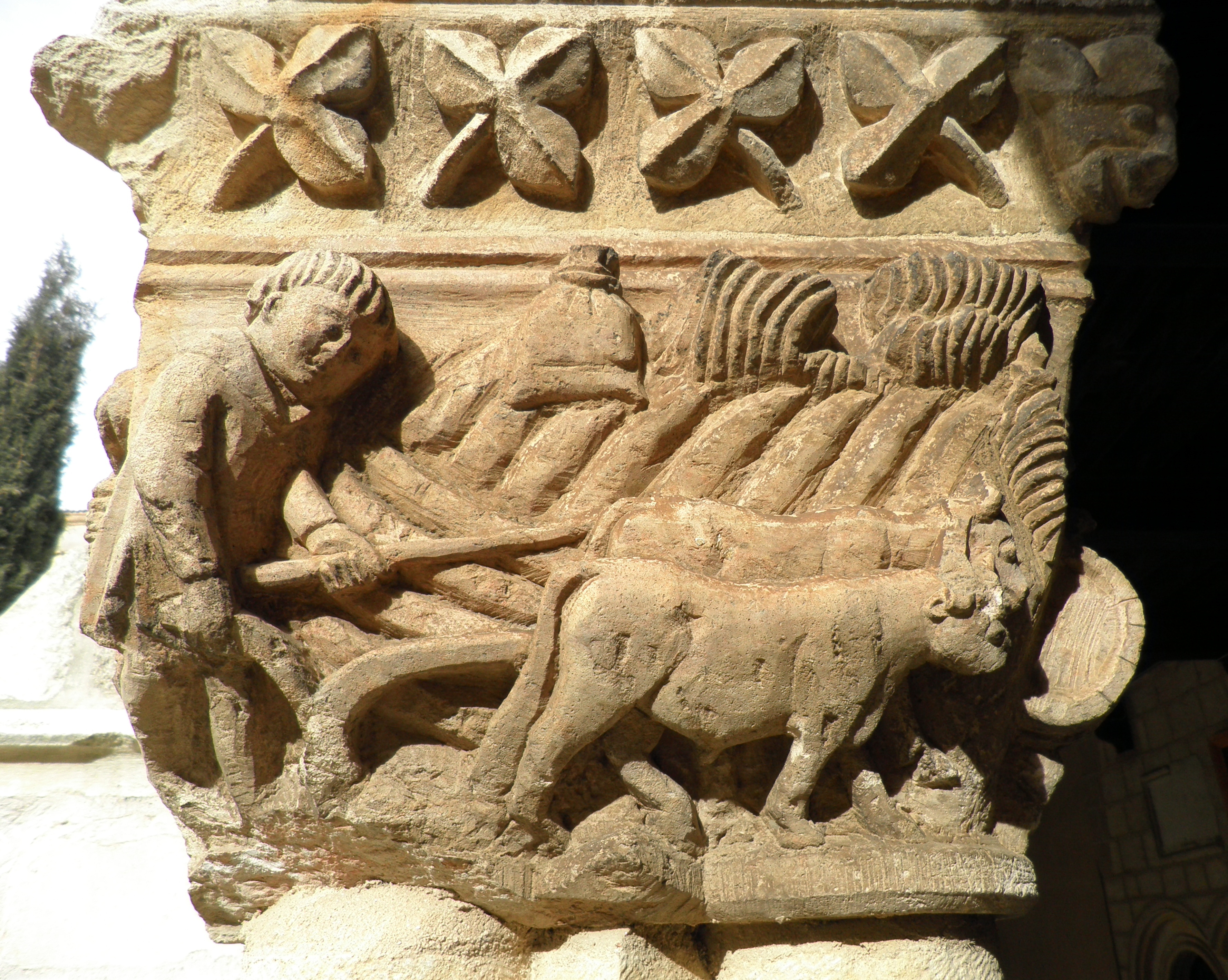
Scène de labour - Charrue et attelage de bœufs.

Sous l’effet des progrès des techniques agraires et des défrichements, la population s’accroît en Occident depuis le Xe siècle, on franchit un seuil qui dépasse les capacités de productions agricoles dans certaines zones d’Europe dès la fin du XIIIe siècle. Avec le jeu des partages successoraux, les parcelles se réduisent. Certaines régions, comme les Flandres, sont en surpopulation et essaient de gagner des terres cultivables sur la mer ; néanmoins, pour couvrir leurs besoins, elles optent pour une économie de commerce qui lui permet d’importer les denrées agricoles. La population rurale s’appauvrit, le prix des produits agricoles baisse et les revenus fiscaux de la noblesse diminuent alors que la pression fiscale augmente et donc les tensions avec la population rurale. Beaucoup de paysans tentent donc leur chance comme saisonniers dans les villes pour des salaires très faibles, engendrant aussi des tensions sociales en milieu urbain. Le refroidissement climatique provoque de mauvaises récoltes qui se traduisent, avec la pression démographique, en famines (alors qu'elles avaient disparu depuis le XIIe siècle).
L'essor des villes accroît ce déficit et le ravitaillement doit être assuré par un commerce à plus ou moins longue distance. D'autre part, des consommateurs, au niveau de vie plus élevé grâce à la prospérité générale, réclament une nourriture plus abondante et plus variée : la mode de boire du vin se répand largement dans la noblesse ; pour toutes les classes de la société, le compaganagium (l'accompagnement du pain) devient plus abondant et plus riche. 
L'enrichissement de la société et les nouvelles demandes en produits à plus forte valeur ajoutée poussent les paysans à diversifier leurs productions. Le vignoble se développe avec la demande : ceux du nord et de l'est de la France augmentent leur production. Les souverains anglais, qui ne possèdent sur le continent que la Guyenne, y font croître le vignoble ; au même moment, les ducs de Bourgogne encouragent la production et l'exportation des vins de Beaune. Cette diversification de l'agriculture accroît le déficit en produits de base dans l'alimentation de l'époque.

## Structure sociale
À la fin du XIIIe siècle, l'Europe atteint les limites du mode de production féodal ; il est de plus en plus difficile d'équilibrer la production alimentaire et la demande de la population. Au XIVe siècle, cet équilibre précaire est rompu et une crise générale naît en Europe.
Du point de vue historiographique, cette crise du XIVe siècle est considérée comme la mort du Moyen Âge et la naissance des états modernes.
En Europe occidentale se forme la société dite d'Ancien Régime, caractérisée par le passage d'une économie féodale au capitalisme, une société d'ordres et des monarchies autoritaires devenant des monarchies absolues.
La féodalité évolue mais ne disparaît pas avant le XIXe siècle.
La crise est longue, complexe et qu'elle affecte tous les aspects du Moyen Âge (économiques, sociaux, politiques et culturels). La crise est globale au XIVe siècle. Au XVe siècle, on peut parler d'une amélioration économique et démographique, alors que les crises politiques et sociales continuent.
Les famines que connait l'Occident à la fin du Moyen Âge résultent d'une crise structurelle bien étudiée. Elles peuvent résulter des crises de cherté, le plus souvent dues à de mauvaises récoltes, des troubles politiques ou guerriers, ou encore de désorganisation de l'économie due à la peste noire, souvent d'une combinaison de tous ces facteurs.
Le XIVe siècle est souvent marqué par des épisodes froids et pluvieux et les famines corrélatives, argument qui a permis de justifier, pour divers historiens, son appartenance au petit âge glaciaire.
L'ensemble des nombreuses épidémies dont souffre l’Europe au XIVe siècle est connue sous le vocable commun de « Peste noire ». La peste prend son nom d’un de ses plus terribles symptômes : des ganglions, appelés bubons, d’aspect noirâtre qui, s’ils crèvent, suppurent du sang et du pus.La plupart des personnes infectées meurent au bout de 48 heures mais certains en guérissent et s'en trouvent immunisés.
Ces maladies arrivent d’Orient, véhiculées par les rats qui se trouvent à bord des navires ; on en parle pour la première fois en 1348.
Apparue dans les zones côtières, la peste se répand rapidement dans toute l’Europe, touchant plus particulièrement les blessés des guerres ininterrompues et les plus pauvres et mal nourris.
La Guerre de Cent Ans couvre une période de 116 ans (1337 à 1453) de conflits en France pendant laquelle s’affrontent deux dynasties, les Plantagenêts et la Maison capétienne de Valois, lors de nombreux conflits, entrecoupés de trêves plus ou moins longues.